# Institut ghanéen de gestion et d'administration publique
L'Institut ghanéen de gestion et d'administration publique (Ghana Institute of Management and Public Administration, GIMPA ) est une université publique du Ghana, répartie sur quatre campus (Accra, Tema, Kumasi et Takoradi) et composée de quatre écoles, quatre centres de recherche situés à Greenhill à Accra, au Ghana. Elle a été créée en tant qu'université publique par une loi du Parlement en 2004. L'institut a été créé en 1961 par le gouvernement du Ghana avec l'aide du projet du Fonds spécial des Nations unies et s'appelait l'Institut d'administration publique. L'institut est mixte. GIMPA propose des programmes de master et de master exécutif en administration des affaires, administration publique, gestion du développement, gouvernance, leadership et technologie.

## Histoire
Le GIMPA a été créé en 1961 en tant que projet conjoint du gouvernement du Ghana et du Fonds spécial des Nations unies. Le GIMPA a été fondé en 1961 en tant que centre de formation. Il s'appelait à l'origine Institut d'administration publique, créé pour former des fonctionnaires dotés de compétences administratives et professionnelles à la planification et à l'administration des services nationaux, régionaux et locaux. En 1999/2000, le GIMPA faisait partie d'un groupe de 200 organisations du secteur public au Ghana affectées dans le cadre du programme de réforme du secteur public financé par la Banque mondiale à être privées des subventions gouvernementales. Le GIMPA a ensuite été sélectionné dans le cadre du programme national de réforme institutionnelle pour être transformé, notamment pour être autofinancé. Par la suite, GIMPA a été retiré des subventions du gouvernement en 2001.  
GIMPA a été transformé sous la direction de Stephen Adei, d'une petite institution de service public à une institution tertiaire complète offrant des programmes de leadership, de gestion, d'administration publique et commerciale et de technologie pour les secteurs public et privé, les ONG, la société civile et bien d'autres. L'institut avait pour mandat de former des fonctionnaires dotés de compétences administratives et professionnelles pour planifier et administrer les services aux niveaux national, régional et local.
L'emplacement de GIMPA, Greenhill, a été nommé par l'ancien recteur, Nicholas T. Clerk (en) (1930 - 2012) ,. Le nom, "Greenhill", est une référence à la verdure luxuriante et à la topographie vallonnée du campus principal, ainsi que son emplacement à Legon qui était historiquement à la périphérie de la capitale ghanéenne, Accra. 

## Écoles / facultés
Les programmes académiques de GIMPA sont également accrédités par le National Accreditation Board. L'Institut est composé de plusieurs écoles : 
- École de commerce (GIMPA Business School, GBS)
- École de la fonction publique et de la gouvernance (GIMPA School of Public Service and Governance, GSPSG)
- École des actes libéraux et des sciences sociales
- Faculté de droit, GIMPA
- École de technologie (GIMPA School of Technology, SOT)

## Personnalités liées à l'établissement
- Christine Amoako-Nuama

### Étudiants
- Mimi Areme (en), Miss Monde 2010 (Miss Ghana 2009)
- Aliu Mahama, 4e vice-président de la République du Ghana
- Imoro Yakubu Kakpagu (en), député
- Lordina Mahama, ancienne Première dame du Ghana (2012-2017)
- Samira Bawumia, Seconde dame du Ghana
- Roland Agambire (en), PDG d'Agams Holdings et président-directeur général de la société ICT Rlg Communications
- Daniel Markoley, groupe d'entreprises McDan.
- Charles Agyin-Asare (en), fondateur de Perez Chapel International et Precious TV
- Gifty Afenyi-Dadzie, première femme présidente de l'Association des journalistes du Ghana (GJA)
- Farida Bedwei, informaticienne
- Emmanuel Yao Adzator, expert en sécurité
- Afua Adwo Jectey Hesse, chirurgienne
- Akua Dansua, journaliste et femme politique
- Martha Ama Akyaa Pobee, diplomate
- Elizabeth Adjei, diplomate
- Lydia Seyram Alhassan, parlementaire.